# 藤岡武雄 (歌人)
藤岡 武雄（ふじおか たけお、1926年2月14日 - ）は、歌人、日本近代文学研究者、日本大学名誉教授。歌誌『あるご』主宰。斎藤茂吉研究の権威として知られる。日本歌人クラブ第4代会長。
山口県大津郡日置村（現長門市）生まれ。山口師範学校を経て、日本大学文学部国文科卒。同大学院修士課程修了。日大文理学部助教授、教授を歴任。1990年『評伝斎藤茂吉』で日大文学博士。1996年定年退任、名誉教授。1991年に三島市立山田中学校の校歌を作詞。2003年「書簡にみる斎藤茂吉」で第14回斎藤茂吉短歌文学賞、第1回日本歌人クラブ評論賞受賞。2017年『斎藤茂吉―生きた足あと』を中心とした永年の功績に対して第8回日本歌人クラブ大賞受賞。

## 著書
- 『年譜斎藤茂吉伝』図書新聞双書 1967 のち沖積舎
- 『評伝 斎藤茂吉』桜楓社 1972
- 『斎藤茂吉とその周辺』清水弘文堂 1975
- 『斎藤茂吉 人と文学』桜楓社 1976
- 『諸説近代秀歌鑑賞』編著 桜楓社 短歌シリーズ・人と作品 1981
- 『ヨーロッパの斎藤茂吉』有斐閣選書 1981
- 『若山牧水』桜楓社 短歌シリーズ・人と作品 1981
- 『斎藤茂吉 写真・資料で描く歌と生涯』沖積舎 1982
- 『伊藤左千夫 生命の叫び』新典社 日本の作家 1983
- 『歌人愛の世界』短歌新聞社 1985
- 『茂吉評伝』桜楓社 1989
- 『千枚原 歌集』砂子屋書房 あるご叢書 1992
- 『斎藤茂吉入門』編著 思文閣出版 1994
- 『富士百景 歌集』短歌新聞社 あるご叢書 1997
- 『一本の樹 歌集』砂子屋書房 あるご叢書 2001 のち短歌新聞社文庫
- 『書簡にみる斎藤茂吉』短歌新聞社 2002
- 『茂吉一代記 評伝歌集』短歌新聞社 あるご叢書 2002
- 『名歌集逍遥』短歌新聞社 2006
- 『うろこ雲 歌集』現代短歌社 第1歌集文庫 2013
- 『斎藤茂吉―生きた足あと』本阿弥書店 2016

### 編纂
- 『あんずの花 永井ふさ子歌集』編 短歌新聞社 1993
- 『斎藤茂吉二百首』編 短歌新聞社 1995

## 参考
- 『文藝年鑑』2007
- 『文学賞事典』